# География на населението
География на населението е обществено-географска наука, която изучава териториалното разпределение на населението, неговите структурни характеристики, естествено и механично движение, връзките му със стопанството и географската среда. През втората половина на 20 век се обособява като самостоятелен клон на географията. Важно място, което заема география на населението в обществената (социално-икономическата) география, се определя от тясната връзка на населението с производството. Човекът се явява едновременно производител и потребител на материални блага и духовни ценности.